# Ruf
Un ruf este o suprastructură de construcție relativ ușoară, înălțată pe puntea superioară a unei nave, la centru sau la prova, sub forma unui edificiu, destinată în principal cabinelor comandantului, ofițerilor și echipajului, precum și amenajărilor de navigație și radio. 
Nu face parte din corpul navei și, de regulă, nu se extinde din bord în bord.